# فرودگاه ریگلی
فرودگاه ریگلی (به انگلیسی: Wrigley Airport) یک فرودگاه همگانی باربری با کد یاتا YWY است که یک باند فرود شن دارد. این فرودگاه در کشور کانادا قرار دارد .